# Erwin Nytz
Erwin Günther Nytz, später Edward Piotr Nyc (* 24. Mai 1914 in Kattowitz, Oberschlesien, Deutsches Reich, heute Polen; † 1. Mai 1988 in Piekary Śląskie, Woiwodschaft Kattowitz), war ein polnischer Fußballspieler.

## Karriere als Fußballspieler

### Zwischenkriegszeit
Als Jugendlicher trat Nytz dem Verein Pogoń Katowice bei. 1935 wurde er zum Wehrdienst in die Hauptstadt Warschau einberufen, wo er formal Dienst in einer Luftabwehreinheit tat, faktisch jedoch vor allem für den dem Militär unterstehenden stärksten Hauptstadtverein Polonia Warschau als Mittelläufer spielte. Auch nach dem Ende des Wehrdienstes blieb er dem Verein treu, arbeitete offiziell bei einer staatlichen Bank.
Auf Grund der vom Kattowitzer Woiwoden Michał Grażyński durchgesetzten Verordnung zur Polonisierung von Familiennamen wurde er ab 1936 „Nyc“ geschrieben.
1937 bestritt er beim 3:1-Sieg über Dänemark sein erstes Länderspiel für Polen. 1938 nahm er an der Fußballweltmeisterschaft in Frankreich teil; die polnische Mannschaft unterlag dort in ihrem einzigen Spiel den Brasilianern mit 5:6 nach Verlängerung. Drei Monate später stand er in der polnischen Elf, die in Chemnitz gegen die deutschen Gastgeber 1:4 verlor. Beim 1:1-Unentschieden gegen die Schweiz kam Nytz am 4. Juni 1939 zu seinem elften und gleichzeitig letzten Länderspiel für Polen.

### Zweiter Weltkrieg
Zu Beginn des Zweiten Weltkrieges wurde seine Warschauer Stadtwohnung bei einem Angriff der deutschen Luftwaffe ausgebombt. Zur gleichen Zeit geriet Nytz als polnischer Wehrpflichtiger in deutsche Kriegsgefangenschaft, wurde jedoch bereits nach wenigen Tagen entlassen. Nytz kehrte nach Oberschlesien zurück, dessen Ostteil inzwischen wieder an das Deutsche Reich angeschlossen worden war. Wie alle anderen ehemaligen polnischen Fußballnationalspieler aus Oberschlesien unterzeichnete auch er die Deutsche Volksliste.
Der Kattowitzer NSDAP-Kreisleiter Georg Joschke teilte ihn mit den beiden anderen polnischen Auswahlspielern Ewald Dytko und Ernst Willimowski dem 1. FC Kattowitz zu. Joschke hatte den Club der deutschen Minderheit in Polen in den dreißiger Jahren selbst geführt. 
Im Juni 1940 nahm Nytz in Kattowitz am ersten von Reichstrainer Sepp Herberger durchgeführten Auswahllehrgang für Spieler aus Oberschlesien teil. Der Kicker sah zu diesem Zeitpunkt in ihm einen zukünftigen Stopper der deutschen Nationalmannschaft. Mehrmals lief Nytz für die Auswahl der Gauliga Oberschlesien auf, die von Kurt Otto, dem ehemaligen Trainer des FC Schalke 04 und der polnischen Nationalmannschaft, betreut wurde.
Nytz wurde im September 1940 zur deutschen Luftwaffe eingezogen und kam zunächst auf dem Fliegerhorst von Fürstenwalde an der Spree zum Einsatz. Während dieser Zeit spielte er in den Reihen des Luftwaffen SV Fürstenwalde weiterhin Fußball. 1942 wurde seine Einheit in die besetzte polnische Hauptstadt Warschau verlegt. Dort absolvierte Nytz einige Spiele in der deutschen Bezirksliga und wurde in die Auswahl der Gauliga Generalgouvernement berufen, die am Reichsbundpokal teilnahm. Mehrere Spieler seines früheren Vereins Polonia berichteten später, Nytz habe während seiner Zeit in Warschau Kontakt zu einigen ehemaligen Vereinskameraden aufgenommen, obwohl dies Wehrmachtsangehörigen streng verboten war. Er habe sogar in Wehrmachtsuniform an privaten polnischen Feiern teilgenommen, zu welchen er regelmäßig größere Mengen an Lebensmitteln mitgebracht habe. Auch habe er seine Ablehnung des Nationalsozialismus nicht verhehlt.
Später wurde Nytz auf den Fliegerhorst Markersdorf in Niederösterreich versetzt, wo er für den örtlichen Luftwaffensportverein zum Einsatz kam. Doch wurde er nach wenigen Monaten nach Fürstenwalde zurückbeordert. Im April 1944 wurde er von dort aus zum letzten Lehrgang Herbergers in Oberschlesien abkommandiert. Zu Kriegsende geriet er in britische Gefangenschaft.

### Nachkriegszeit
Nach Kriegsende kehrte Nytz im Sommer 1945 nach Kattowitz zurück, wo er wieder in seinen ehemaligen Verein Pogoń Katowice eintrat. Ebenso wie andere oberschlesische Spitzenspieler musste sich auch Nytz vor dem kommunistisch kontrollierten Sicherheitsamt Urząd Bezpieczeństwa (UB) für seine Auftritte in deutschen Vereinen rechtfertigen. Er gab an, sich zu Kriegsbeginn mit dem früheren polnischen Nationaltrainer Józef Kałuża beraten zu haben, der darin einen Weg gesehen habe, Repressalien durch die deutschen Besatzer zu vermeiden.
Nytz erklärte, ihm sei zwei Mal mit der Einweisung in ein Konzentrationslager gedroht worden, falls er nicht für den 1. FC Kattowitz spielen würde. Spieler der Polonia aus Warschau sagten für ihn aus; er habe nicht nur materiell während des Krieges geholfen, sondern auch Waffen für die polnische Untergrundarmee Armia Krajowa besorgt.
Diese Aussagen halfen ihm, so dass die Untersuchung eingestellt wurde. Doch durfte er nicht mehr ins Ausland reisen; auch untersagten die polnischen Behörden dem Fußballverband, ihn in die Bezirksauswahl oder gar die Nationalmannschaft zu berufen. Nach dem „Dekret vom 10. November 1945 über die Änderung und Festlegung von Vor- und Familiennamen“ musste Nytz seinen „nicht polnisch klingenden“ Vornamen ablegen. Amtlich hieß er von nun an „Edward Piotr Nyc“.
Nach Beendigung seiner aktiven Laufbahn versuchte er sich in den fünfziger Jahren ohne größeren Erfolg bei mehreren oberschlesischen Vereinen als Trainer, darunter bei AKS Chorzów.